# Virgen del Rosario con dos cartujos (Zurbarán)
Virgen del Rosario con dos cartujos es el tema de un cuadro de Francisco de Zurbarán, que compone el número 127 en el catálogo razonado y crítico realizado por la historiadora del arte Odile Delenda, especializada en este artista.

## Introducción
Esta obra estuvo en la Cartuja de Nuestra Señora de la Defensión, de Jerez de la Frontera, en el coro de los hermanos legos, a la izquierda, formando pendant con La batalla de Jerez, en el otro lado del coro. Su temática tiene mucho sentido en una cartuja, ya que la adoración a la Virgen del Rosario ocupa un lugar importante en la espiritualidad de la orden de los cartujos. Según esta orden religiosa, ellos fueron los precursores en la práctica de dicha devoción, incluso antes que los dominicos, ya que el cartujo Dominic de Prusia (Dominikus von Preußen, 1382-1461) habría sido el primero en proponer el rezo del rosario.

## Descripción de la obra

### Datos técnicos y registrales
- Poznan —Posnania—, Museo Nacional de Poznan (Inv. n º 38);
- Pintura al óleo sobre lienzo, 325 x 190 cm;
- Fecha de realización: ca. 1638-1639;[2]
- Catalogado por O. Delenda con el número 127 y por Tiziana Frati con el 273.[3]

### Análisis de la obra
Zurbarán realiza una composición clásica y simétrica, con una clara separación entre la Virgen y los monjes. El magnífico colorido declina desde el blanco de la parte inferior hasta la bella gama de rojos carmesí en la zona superior, donde está representada María, con un bellísimo rostro juvenil y una cabellera de largos rizos dorados, portando una corona imperial sobre otra de flores, y nimbada por querubines dorados difuminados. Está enmarcada por unas cortinas levantadas, sujetadas por angelotes. Su vestido, de color carmín, forma gruesos pliegues, ensanchándose en pirámide sobre un pedestal formado por caras de angelitos. Hay dos putti, uno a cada lado suyo: el de la derecha le ofrece un ramo de flores, y el de la izquierda un rosario sobre un plato metálico. Sobre sus rodillas, un Niño Jesús de pie —bendiciendo— lleva una amplia túnica de blanco azulado, que deja ver la mitad de su cuerpo. Su mano izquierda se apoya sobre un orbe rematado por una cruz muy fina.
En la parte inferior, Zurbarán pinta dos cartujos individualizados y —en segundo plano— otros dos que tal vez representen al conjunto de su orden. Sus hábitos blancos, con bellas ondulaciones hacen resaltar el brillante colorido del conjunto. Para unir la parte terrenal con la visión celestial, Zurbarán pinta unos escalones, cubiertos con una alfombra con dibujo mudéjar y sembrados de rosas. Zurbarán tal vez reprodujo la pieza que consta como una «alfombra del Cairo» en el inventario hecho después de su muerte, y quizás es la misma que aparece en la Misa del Padre Cabañuelas y en la Visita de san Bruno al Papa Urbano II. El pintor la reproduce con asombrosa destreza, y una descripción escrupulosa de cada materia.

## Procedencia
1. Jerez de la Frontera, Cartuja de Nuestra Señora de la Defensión, retablo del coro de los legos, 1638/40-1810, a la izquierda;
2. Madrid, Palacio de Godoy, 1810;
3. Madrid, depósito de San Francisco; Madrid, depósito del Rosario, 1810-1813, n º 260;
4. Real Academia de Bellas Artes de San Fernando, 1813-1820;
5. Jerez de la Frontera, Cartuja,
6. Real Academia Provincial de Bellas Artes de Cádiz, diciembre de 1835-junio de 1837;
7. Vendida en 200.000 reales a Isidore Taylor por José Cuesta de Sevilla por intermediación de Antonio Mesa, 26 de junio de 1837;
8. Real Orden autorizando la venta, 9 de julio de 1837;
9. París, Galería española de Louis Philippe, 1838-1848, n º 331 (1), n º 341 (4);
10. Londres, Christie’s, venta Louis-Philippe, entre 7 y 14 de mayo de 1853, n º 142;
11. Comprado por Atanazy Raczyński en 165 £;
12. Colección incorporada al Museo Regional de Poznan en 1903.[6]